# William Wales
William Wales (1734? – 29. prosince 1798) byl britský matematik a astronom.

## Život

### Mládí
Wales se narodil kolem roku 1734 Johnovi a Sarah Walesovým a téhož roku byl pokřtěn v Warmfieldu (blízko města Wakefield ve West Yorkshire). Podle historika Johna Cawte Beaglehola jako mladík Wales cestoval ve společnosti pana Holroyda, královského klempýře. V šedesátých letech 18. století Wales přispíval do almanachu The Ladies' Diary. Roku 1765 se oženil s Mary Greenovou, sestrou astronoma Charlese Greena.
Roku 1765 byl Wales zaměstnán u královského astronoma Nevila Maskelyna jako počtář, kdy počítal pro Maskelynův Nautical Almanach efemeridy, které byly používány k určení zeměpisné délky polohy lodi.

### Pozorování přechodu Venuše a přezimování v Hudsonově zálivu
Jako součást plánů Královské společnosti provést v červnu 1769 pozorování přechodu Venuše, které mělo umožnit přesné změření vzdálenosti Země od Slunce (astronomické jednotky), byli Wales a jeho asistent Joseph Dymond vysláni do pevnosti Prince z Walesu v Hudsonově zálivu.
Další výpravy Královské společnosti v souvislosti s přechodem Venuše roku 1769 byla Cookova plavba v letech 1768–1771, při které bylo pozorování přechodu uskutečněno na Tahiti a výprava Jeremiaha Dixona a Williama Baylyho do Norska.
Z důvodu nesplavnosti v zimních měsících byli Wales a Dymond nuceni zahájit cestu již v létě roku 1768, přičemž vypluli 23. června. Společnost dorazila do pevnosti Prince z Walesu v srpnu 1768.
Výprava dovezla na místo pozorování nejen astronomické přístroje, ale i materiál nutný na stavbu obydlí. Po příjezdu sestavili „přenosnou observatoř“, která byla navržena technikem Johnem Smeatonem. Stavební práce zaměstnali dvojici po dobu jednoho měsíce a poté na místě setrvali dlouhé zimní období.
Když přechod konečně nastal, byl poměrně jasný den a astronomové byli schopni pozorovat přechod v době poledne místního času. Avšak výsledky času prvního kontaktu, dny se obraz Venuše poprvé dotkl slunečního disku, se lišily mezi sebou o 11 sekund. Tato časové neshoda byla příčinou značného Walesova rozčarování.
Astronomové zůstali v Kanadě ještě tři měsíce, než se vrátili do Anglie a tak se stali prvními vědci, kteří přečkali zimu v Hudsonově zálivu. Po návratu byl Wales stále ještě znechucen časovým rozdílem v pozorování a odmítal až do března 1770 výsledky presentovat v Královské společnosti; avšak jeho zpráva z expedice, včetně astronomických výsledků a také dalších klimatických a botanických pozorování, byla kladně přijata a Wales byl přizván, aby se zúčastnil Cookovy expedice.

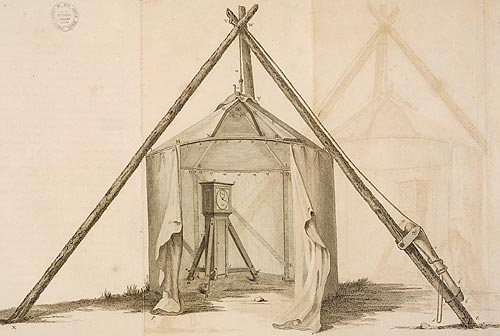
Přenosná astronomická observatoř, kterou používal William Wales během druhé plavby Jamese Cooka (1772-1775)

### Účast na druhé plavbě Jamese Cooka kolem světa
Wales byl pověřen Výborem pro zeměpisnou délku, aby doprovázel Jamese Cooka na jeho druhé plavbě (1772–1775), a aby tak nahradil astronoma Charlese Greena (Walesova švagra), který zemřel během návratu Cookovi první plavby. Hlavní Walesovou povinností na výpravě bylo testovat chronometr K1 Larcuma Kendalla, který byl přesnou kopií chronometru H4 Johna Harrisona.

### Pozdní léta života
Po návratu z plavby se Wales stal rektorem Královské matematické školy (Royal Mathematical School) v Christ's Hospital a byl roku 1775 zvolen za člena Královské společnosti. Mezi Walesovi žáky v Christ's Hospital patřili Samuel Taylor Coleridge a Charles Lamb. Existují domněnky, že Walesovi zprávy z jeho cesty měly možná vliv na Coleridgeho, když psal svůj poem The Rime of Ancient Mariner.

## Uznání Walesova díla
Během své plavby v letech 1791-95 George Vancouver, který se učil u Walese, když byl kadetem na HMS Resolution, pojmenoval jménem Walese Point mys u ústí do Portlanské úžiny na pobřeží Britské Kolumbie. Toto jméno bylo později oficiálně použito u blízkého Walesova ostrova Britským hygrografickým úřadem.
Wales byl vyobrazen na poštovní známce Nových Hebrid (dnes Vanuatu) roku 1974 při příležitosti dvoustého výročí Cookových objevů v souostroví.
Asteroid 15045 Walesdymond, objevený roku 1998 byl pojmenován po Walesovi a jeho asistentovi Dymondovi.

## Biografie
- The Method of Finding the Longitude by Timekeepers (1794)